# Musée Chimei
Le musée Chimei (Chinois : 奇美博物館, pinyin : Qíměi Bówùguǎn) est un musée privé créé en 1992 par Shi Wen-long, de Chi Mei Corporation, dans le district de Rende, à Tainan, Taiwan. La collection du musée est divisée en cinq catégories : beaux-arts (y compris la peinture, la sculpture, les arts décoratifs et le mobilier d'époque), instruments de musique, Histoire naturelle et fossiles, armes et armures et Antiquités et artéfacts. Le musée est connu pour abriter la plus grande collection de violons au monde et pour ses importantes collections d'armes et de sculptures anciennes,. Le magazine Forbes, dans son article de février 1996 sur les collectionneurs privés en Asie, a qualifié le musée Chimei de "l'une des collections d'art les plus surprenantes du monde". Le musée a été transféré dans son site actuel sur Wenhua Road en 2014.

## Contexte
Le musée a été créé et installé dans un bâtiment administratif de la Chi Mei Corporation en 1992 par le fondateur de la société, Shi Wen-long, puis a été transféré dans le parc métropolitain de Tainan en 2014 et a rouvert ses portes en 2015. Shi est connu pour sa collection de violons antiques conservés dans le musée. En plus d'être un entrepreneur, Shi est également un violoniste amateur qui a joué en public plusieurs fois. Pour améliorer le niveau de la musique classique et de l'art occidental à Taiwan, il a fondé la Fondation pour la culture Chi Mei en 1977 et, depuis 1988, attribue des bourses par l'intermédiaire du Chimei Arts Award aux artistes en développement de la musique classique et des beaux-arts.

## Collections
Le musée possède plusieurs espaces d’exposition : beaux-arts, histoire naturelle et fossiles, armes et armures, instruments de musique et sculptures. Le musée possède une collection de peintures européennes du XIIIe au XXe siècle, présentant le développement de l'art occidental. L'exposition sur les armes historiques présente des armes de la préhistoire, de l'âge du bronze, de l'âge du fer et des temps modernes.

### Instruments de musique
Le musée rassemble des instruments de musique d'importance historique, en particulier des violons et d'autres instruments à cordes d'Antonio Stradivari, Guarneri del Gesù, Jacob Stainer, Amati, Rogeri (en), Joseph Guarneri Filius Andrea, Vincenzo Rugeri (en), Seraphin (en), Gagliano (en), Guadagnini et d'autres artisans célèbres. La collection est connue pour le violon Guarneri del Gesù « Ole Bull » de 1744, qui serait la dernière œuvre de Guarneri del Gesù. En 2019, le musée abrite plus de 1 370 violons et a permis à plus de 3 000 violonistes d'emprunter un instrument de la collection, plus de 220 violons ayant été prêtés,. Le musée prête gratuitement les instruments anciens aux musiciens renommés. En 1999, Yo-Yo Ma a emprunté le violoncelle Pawle Stradivarius pour un concert à Taipei,. En 2015, Yu-Chien Tseng a remporté la médaille d'argent (la médaille d’or n'a pas été décernée) au 15e concours international de Tchaïkovski avec le violon Castelbarco-Tarisio Guarnerius du musée.

### Œuvres d'art

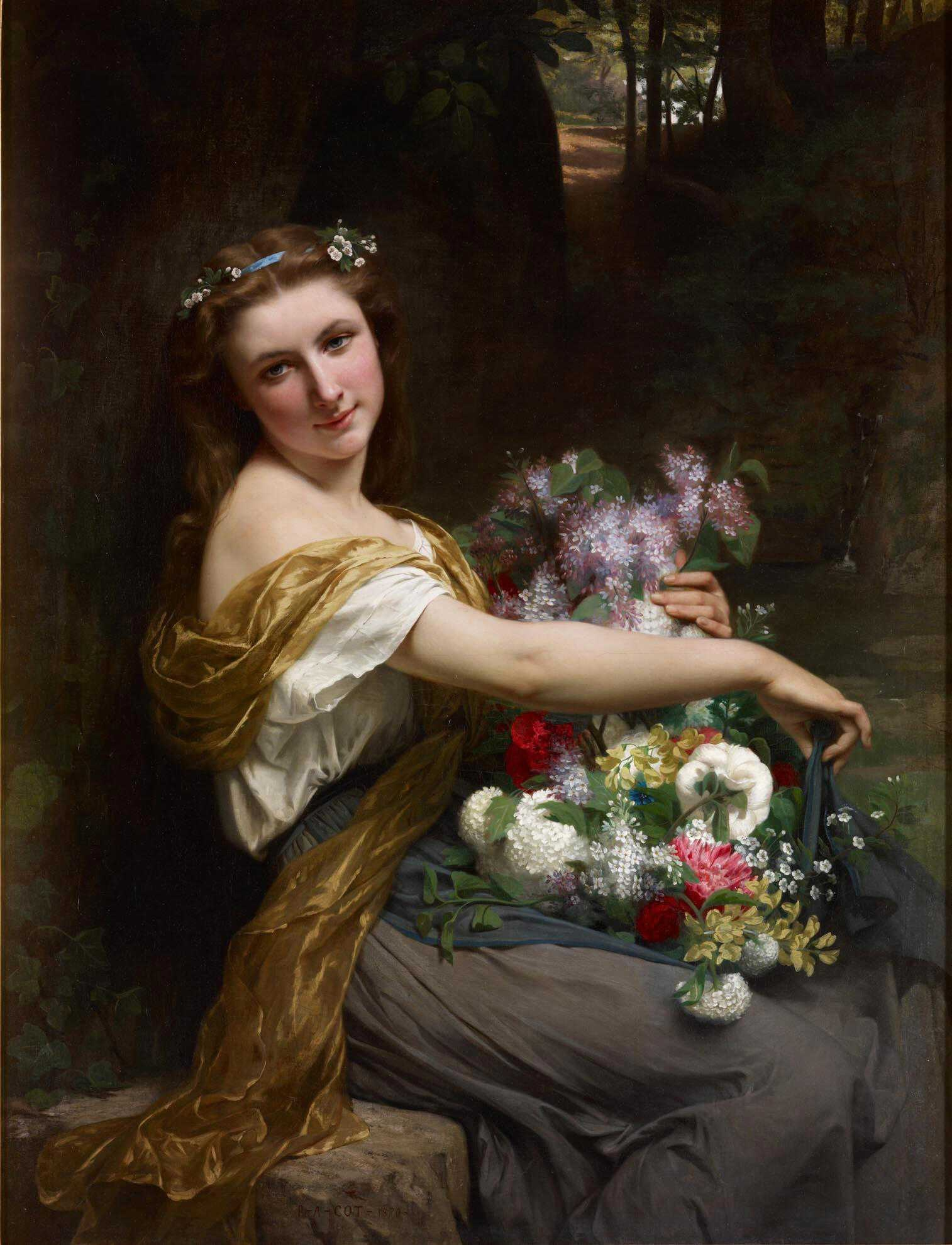
Pierre Auguste Cot Dionysia (1870)

- La Madone de l'humilité - Paolo di Giovanni Fei (Italie, 1345-1411)[15]
- Laissez venir à moi les petits enfants - Lucas Cranach le Jeune (Allemagne, 1515-1586)[16]
- Saint Martin et le mendiant - El Greco (Espagne, 1540/50-1614)[17]
- La Charité - Jacques Blanchard (France, 1600-1638)[18]
- Les dernières larmes - Narcisse Díaz de la Peña (France, 1807-1876)[19]
- La Charité - Friedrich von Amerling (Austria, 1803-1887)[20]
- La bénédiction des blés - Jules Breton (France, 1827-1906)[21]

## Reproductions du musée
Le musée propose des reproductions telles que des affiches sur toile, des sculptures simulant de la poudre de marbre collée, des articles de papeterie et de nombreux enregistrements classiques sur CD exécutés par des musiciens taïwanais renommés sur les instruments rares de la collection Chi Mei depuis 1997. Le musée a également publié le livre à couverture rigide "Collection Chi-Mei de Beaux Violons" présentant 15 instruments à cordes de renommée mondiale fabriqués par les luthiers italiens du xviie siècle. La collection Shining de New York permet d’en savoir plus sur ces reproductions et de les acheter.
Une réplique du Bassin d'Apollon accueille les visiteurs à l'entrée du musée. Cette réplique à l’échelle a été dévoilée en 2014. Le musée a commandé à l'artiste français Gilles Perrault en 2008 une reproduction à l’identique de la fontaine d'Apollon du château de Versailles. Il a fallu trois ans pour que par des mesures au laser de haute technologie les moules en plâtre soient fabriqués en France en vue de la reproduction des sculptures, et trois autres années pour faire sculpter les marbres par l’atelier Franco Cervietti à Pietrasanta dans la région de Carrare, en Italie.

## Lieu et horaire
Le musée est situé n ° 66, section 2, Wenhua Rd., District de Rende, Tainan, Taiwan. Il est ouvert au public de 9h30 à 17h30 et est fermé le mercredi et les autres jours désignés.

## Transport
Le musée est accessible à distance de marche de la gare Bao'an des chemins de fer taïwanais.